# Psychotria decora
Psychotria decora är en måreväxtart som beskrevs av Paul Carpenter Standley. Psychotria decora ingår i släktet Psychotria och familjen måreväxter. Inga underarter finns listade i Catalogue of Life.